# Alexander Kaempfe

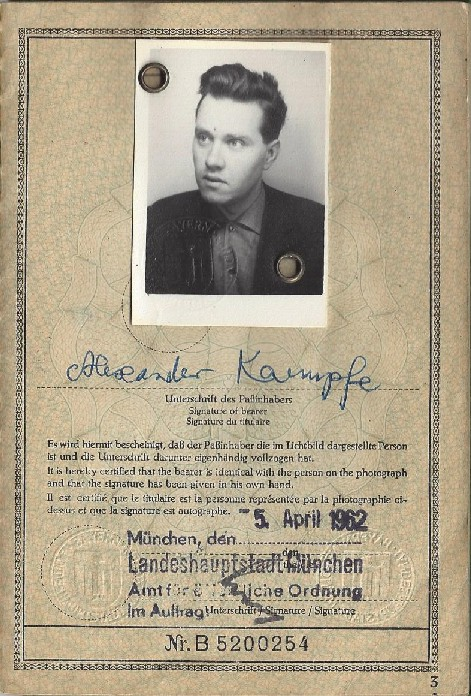
Passausschnitt und Passfoto von Kaempfe

Alexander (Sascha) Paul Walter Kaempfe (* 16. Mai 1930 in Moskau; † 27. Dezember 1988 in München) war ein deutscher Übersetzer, Journalist und Schriftsteller.

## Leben
Kaempfes Vater war ein deutscher Botschaftsangehöriger in Moskau, seine Mutter Russin. Die ersten 11 Lebensjahre verbrachte Kaempfe dort, wo er ausschließlich deutsche Schulen besuchte. Nach dem Angriff der deutschen Wehrmacht auf die Sowjetunion übersiedelte die Familie erst nach Berlin, später nach Baden-Baden. Kaempfe studierte zuerst in Heidelberg, seit 1951 in München Slawistik. In den letzten Lebensjahrzehnten wohnte Kaempfe in München-Schwabing in der Gundelindenstraße 4. Hier unterhielt er zusammen mit dem der DKP nahestehenden Slawisten Friedrich Hitzer seinen „Alexander Herzen Club“ und erlebte die Schwabinger Krawalle aus nächster Nähe. Neben seinen publizistischen Arbeiten widmete sich Kaempfe auch einer umfangreichen Vortragstätigkeit. Vor allem in Schulen versuchte er, junge Menschen für zeitgenössische russische Literatur zu begeistern, was zu Zeiten des Kalten Krieges fast aussichtslos war. Kaempfes Leben war geprägt von persönlichen Krisen. Als freier Übersetzer ständig unter latenter materieller Not leidend, überschattete seine Suche nach seiner eigenen Identität zusätzlich sein Leben. Die Deutschen hielten ihn für einen Russen, für die Russen war er selbstverständlich Deutscher. Und er selbst lebte irgendwo zwischen diesen Welten. Hitzer beschreibt das treffend in seinem Nachruf und auch der Untertitel und der Klappentext von Kaempfes einzigem eigenen Roman „Deutschland 1“ thematisieren diesen Lebenskonflikt. Hinzu kamen zahlreiche unerfüllte und unerfüllbare Lieben zu unerreichbaren, oft viel jüngeren, Frauen und verstärkten seine Schwermut, die er meist mit Alkohol zu therapieren versuchte. Wenn seine Einsamkeit und Verzweiflung überhandnahmen, stattete Kaempfe oft unangemeldete Besuche ab und versuchte dann in langen Gesprächen herauszufinden, was an ihm so anders sei. So war er in den 1970er Jahren häufig Gast im literarisch-philosophischen Salon von Marianne Hagengruber und ihrer Schwester Ruth in der Münchner Maxvorstadt. In einem anderen künstlerischen Kreis lernte der den Bildhauer Karl Oppenrieder kennen, mit dem er stundenlang den Überfall der Wehrmacht auf die Sowjetunion beleuchtete und seine und Oppenrieders Rolle darin und die Folgen daraus. Gedanken dieser Gespräche finden sich auch in Kaempfes Roman. Er starb 1988 völlig verarmt und zurückgezogen an den Folgen seiner schweren Alkoholerkrankung in München. Als langjähriger Wegbegleiter und Freund schrieb Hitzer seinen bewegenden Nachruf in der SZ und hielt die Trauerrede.
Da Kaempfe in den letzten Lebensjahren Sozialhilfeempfänger war und die Stadt München für ihn aufkommen musste, sollte er anonym und kostengünstig am Münchner Stadtrand beerdigt werden. Die Intervention eines Freundes und Hitzers Nachruf bewirkten, dass ihm dann doch eine seiner Bedeutung gemäße Grabstelle, nahe seiner Wohnung, im Münchner Nordfriedhof zugeteilt wurde, wo viele Münchner Persönlichkeiten des 20. Jahrhunderts begraben liegen. Oppenrieder, der Jahrzehnte zuvor schon die später bei einem Anschlag wieder zerstörte Gedenktafel für Lenin in der Kaiserstraße 46 in München gestaltet und gefertigt hatte, ließ es sich nicht nehmen, den Grabstein für seinen Freund Sascha zu gestalten und auszuführen. Der Entwurf mit seinem gespiegelten, und ähnlich wie bei der Lenin-Gedenktafel, zweisprachig in deutsch und russisch ausgeführten Text sowie dem orthodoxen und evangelisch-katholischen  Kreuz symbolisierten die beiden Welten Kaempfes. Die Grabstelle wurde etwa 2008 aufgelöst, der Stein ist verschollen.

## Literarisches und publizistisches Wirken und Nachlass
Auch wenn heute Kaempfes Übersetzertätigkeit und literaturwissenschaftliches Arbeiten das sichtbar erhaltene Werk ist, so ist Kaempfes größte Leistung seine Pionierarbeit, russische Literatur des 20. Jahrhunderts im deutschen Sprachraum bekannt gemacht zu haben, angesichts der damals empfundenen sowjetischen Bedrohung im Westen eine sehr schwierige Aufgabe, obwohl viele seiner Dichter selbst unter den sowjetischen Repressalien litten. Als unermüdlicher Vermittler zwischen den Kulturen knüpfte er auf zahlreichen Reisen in die UdSSR immer wieder neue literarische Kontakte und lud, wo immer es möglich war, diese Dichter über die Verlage, für die er arbeitete, in den Westen ein. Diese Leistung Kaempfes, auch als Werk der Völkerverständigung, ist noch nicht ausreichend erforscht und gewürdigt worden.
Kaempfes bisher dokumentierte Übersetzertätigkeit begann 1959 mit der Übersetzung von Erzählungen Pasternaks, ein Jahr nach der deutschen Erstausgabe von Doktor Schiwago. In seiner knapp drei Jahrzehnte dauernden Schaffensperiode machte Kaempfe (in der Reihenfolge der Übersetzungen) Simonow, Wosnessenski, Brodsky, Tynjanow, Lichatschow, Sklovskij, Okudschawa, Alexander Solschenizyn, Twardowski, Walentin Rasputin, Trifonow, Sjomin, Makanin, Platonow Woinowitsch und Bitow in deutscher Sprache verfügbar und bekannt. Seine besondere Wertschätzung aber galt u. a. den russischen Lyrikerinnen, Achmatowa, Zwetajewa, Achmadulina, die er ebenfalls, aber ohne Veröffentlichung, übersetzte. Aufzeichnungen hierzu finden sich in seinem Nachlass in der Monacensia Bibliothek in München.
In seinen letzten Lebensjahren widmete sich Kaempfe vor allem seinem ersten und einzigem eigenen Werk, einem Essay in Romanform: „Deutschland 1“. Der Untertitel „Von einem der auszog, das Deutschsein zu lernen“ deutet bereits den Inhalt an. Das Werk ist ein Zustandsbericht seiner eigenen Suche zwischen deutscher und russischer Identität vor dem Hintergrund des Hitler-Stalin-Verhältnisses und neuer deutscher Eliten während der NS-Zeit. Das erste Kapitel des Werks ist von außergewöhnlicher autobiographischer Dichte und ein Schlüssel zum Verständnis von Kaempfes Leben und Werk.
Wie schon Hitzer in seinem Nachruf erwähnte, hinterließ Kaempfe bei seinem Tod die nach Einschätzung zahlreicher Slawisten größte Privatbibliothek zu russischer Gegenwartsliteratur im süddeutschen Raum. Die Sammlung umfasste mehrere tausend Werke, Bücher und wissenschaftliche Zeitschriften, zum Großteil in russischer Sprache, sowie einen umfangreichen handschriftlichen Nachlass mit Projektfragmenten und Urschriften von Übersetzungen sowie Korrespondenzen. Da Kaempfe hoch verschuldet war, versuchte der Nachlassverwalter den Nachlass bestmöglich zu verkaufen. Bei einer Besichtigung des Bestandes in einer Lagerhalle, bei der neben vielen Gläubigern aus Antiquariaten und Buchhandlungen auch der damalige Leiter den Monacensia Bibliothek Fritz Fenzl anwesend war, drohte die Bibliothek in alle Winde verstreut zu werden. Fenzl interessierte sich zwar für Kaempfes Handschriften, hatte aber kein Budget für den Ankauf. Ein ebenfalls anwesender Freund Kaempfes überzeugte den Nachlassverwalter, dass die Bücher einzeln wertlos seien, aber als komplette Bibliothek von großem Wert. Der Freund konnte daraufhin den gesamten Nachlass Kaempfes erwerben und übergab Fenzl die Handschriften als Dauerleihgabe für die Monacensia. Die Bibliothek ging als Schenkung vollständig an den frisch gegründeten Lehrstuhl für Vergleichende Literaturwissenschaft von Professor Hendrik Birus an der Ludwig-Maximilians-Universität, die Literaturzeitschriften an die Universitätsbibliothek ebendort. Die Handschriften sind inzwischen katalogisiert und warten auf die wissenschaftliche Auswertung. Auch sein Schaffen als Filmschauspieler unter der Regie von Ula Stöckl wurde noch nicht erforscht. Allerdings wurden und werden Filme mit ihm als Schauspieler immer wieder gezeigt.

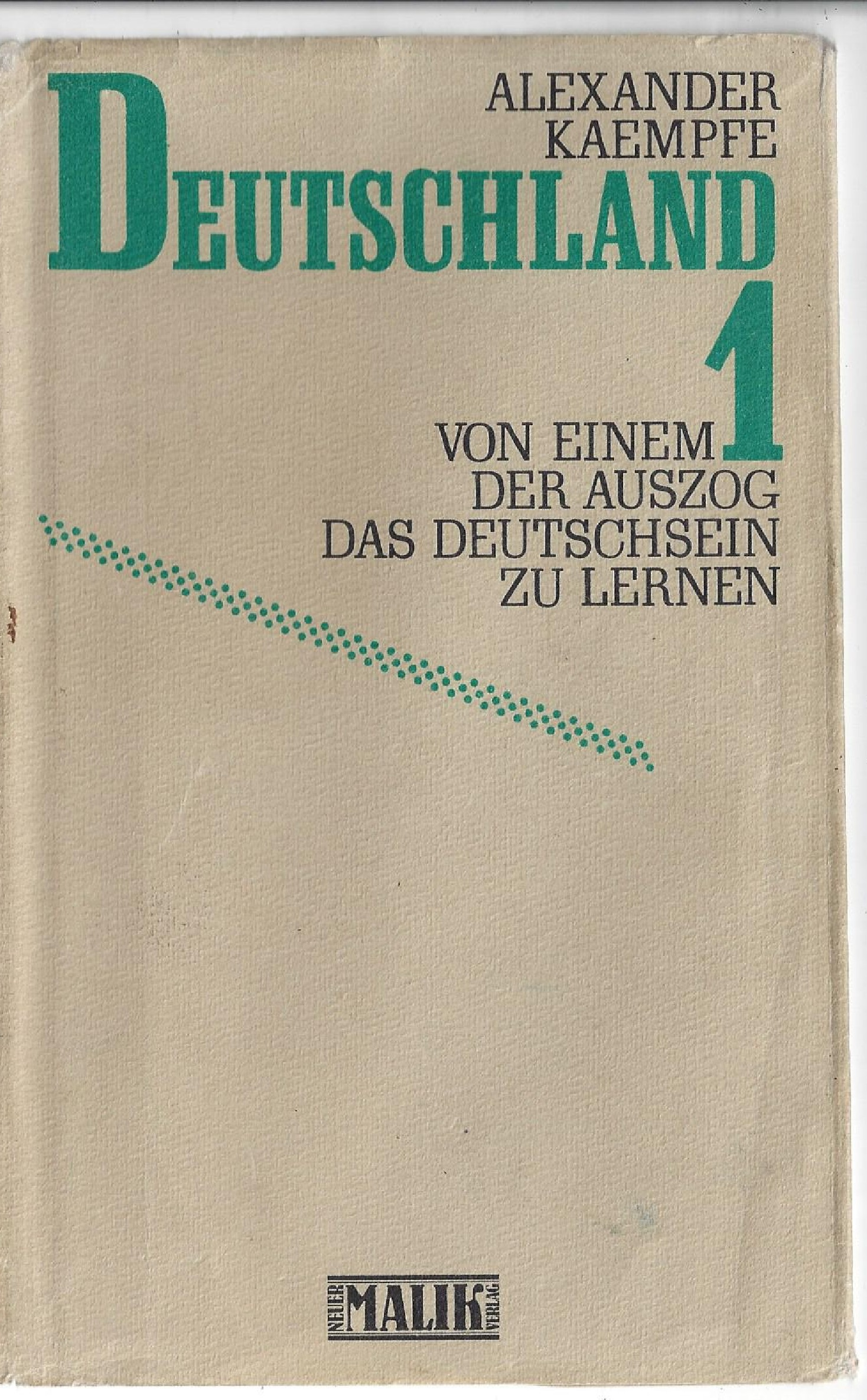
Buchumschlag von Kaempfes Handexemplar mit persönlichen Notizen

## Eigene Werke
- Deutschland 1: Von einem der auszog das Deutschsein zu lernen. Alexander Kaempfe, ISBN 978-3-89029-011-9, Neuer Malik-Verlag Kiel 1986. 318 Seiten Leinen gebunden

## Werke als Übersetzer und Herausgeber (Auswahl)
- Boris Pasternak: Gedichte. Erzählungen. Sicheres Geleit (aus der russischen Übersetzung von Alexander Kaempfe, Mary von Holbeck u. a.). Fischer Bücherei, 1959.
- Konstantin Michailowitsch Simonow: Die Lebenden und die Toten (aus dem Russischen von Alexander Kaempfe). 1960.
- Menschen, Jahre, Leben (Bd. 1). Erenburg, Il'ja G. und Alexander Kaempfe. Kindler 1962.
- Dreieckige Birne: 30 lyrische Abschweifungen. Andrej Wosnessenskij. [Aus d. Russ. übertr. von Eckhart Schmidt u. Alexander Kaempfe. Mit e. Nachw. von Alexander Kaempfe] / edition suhrkamp 43; Suhrkamp Frankfurt/M. 1963.
- Ausgewählte Aufsätze: Aleksandr A. Blok (Autor), Alexander Kaempfe (Mitwirkende); Suhrkamp 1964.
- Aufsätze zur Theorie und Geschichte der Literatur. Eichenbaum, Boris und Alexander Kaempfe. [Ausgew. u. aus d. Russ. übers. von Alexander Kaempfe]. Suhrkamp Verlag Frankfurt/M., 1965.
- Ausgewählte Gedichte. Brodskij, Jossif. Deutsch von Heinrich Ost und Alexander Kaempfe. 1966.
- Schriften zum Film: Viktor Schklowskij; Alexander Kaempfe (Hrsg.): Suhrkamp 1966.
- Die literarischen Kunstmittel und die Evolution in der Literatur. Jurij Tynjanov. [Ausgew. u. aus d. Russ. übers. von Alexander Kaempfe] Suhrkamp Frankfurt a. M. 1967.
- Nach dem Formalismus – Aufsätze zur russischen Literatur. Lichatschow, Dmitrij; Alexander Kaempfe (Nachwort). Reihe Hanser, Verlag Carl Hanser, 1968.
- Kindheit und Jugend. Sklovskij, Viktor; Kaempfe, Alexander (Übersetzung). Suhrkamp Verlag Frankfurt am Main 1968.
- Gedichte und Chansons [von] Bulat Okudshawa: Deutsch von Alexander Kaempfe und Gerhard Schindele. (Nachwort von Alexander Kaempfe) Kindler, München 1969.
- August neunzehnhundertviezehn. Solschenizyn, Alexander: Aus d. Russ. von Alexander Kaempfe: Langen-Müller, 1971.
- Heimat und Fremde. Twardowskij, Alexander / Kaempfe, Alexander (Auswahl, Hrsg.). Langen Müller, München / Wien 1972.
- Von der Ungleichheit des Ähnlichen in der Kunst. Hrsg. von Alexander Kaempfe. Carl Hanser Vlg., München 1973.
- Zwischenfall auf dem Bahnhof Kretschetowka. Solschenizyn, Alexander Alexander Kaempfe und Aggy Jais. Berlin Herbig Verlag 1973, ISBN 3-570-00120-2.
- In den Wäldern die Zuflucht. Roman. Rasputin, Valentin und Aus d. Russ. übers. Alexander Kaempfe. Bertelsmann. München 1976.
- Das andere Leben. Roman. Jurij Trifonow; Alexander Kaempfe. aus dem Russischen von Alexander Kaempfe, Bertelsmann Verlag 1976, ISBN 3-570-01999-3.
- L76 Demokratie und Sozialismus, Nr. 3. Heinrich Böll, Peter Bender, Alexander Kaempfe, Willy Brandt, Walter Haubrich, Michael Harrington, Volker Mauersberger, Gerd E. Hoffmann, Ludwig Harig, Hans-Peter Riese, Ludvik Vaculik, Milan Uhde, Ivan Kadlecik, Pavel Kohout, Alexander Kliment. Europäische Verlagsanstalt, Frankfurt 1977.
- Über Kunst und Künstler. Sergei Eisenstein. Aus dem Russischen von Alexander Kaempfe. Rogner & Bernhard, München 1977, OCLC 174240060.
- Das Haus an der Moskwa [Jan 01, 1977] Jurij Trifonow und Alexander Kaempfe ISBN 3-570-02897-6.
- Liebe, ein Traum: Roman. Zalygin, Sergej P. Aus dem Russischen von Alexander Kaempfe. Bertelsmann, München 1977, ISBN 3-570-01996-9
- Die Zeit der Ungeduld. Roman. Trifonov, Jurij V. und Dt. von Alexander Kaempfe. Deutscher Taschenbuch-Verlag 1978, ISBN 3-423-01406-7.
- Der Tausch. Jurij Trifonow. Aus d. Russ. von Alexander Kaempfe u. Helen von Ssachno. [Hrsg.: Helen von Ssachno], Serie Piper, München 1979.
- Lieber Alexander. Mein Leben mit Solschenizyn. Reschetowskaja, Natalja; Kaempfe, Alexander (Übers.). Verlag Kurt Desch, München 1979.
- Zum Unterschied ein Zeichen. Roman. Vitalij Sjomin. Roman Aus dem Russischen von Alexander Kaempfe. Bertelsmann, München 1978, ISBN 3-499-12575-7.
- Der politische Status der sowjetischen Schriftsteller – am Beispiel Jurij Trifonows. Alexander Kaempfe. Bertelsmann 1979.
- Zoo oder Briefe nicht über die Liebe (Bibliothek Suhrkamp Band 693). Sklovskij, Viktor; aus dem Russischen von Alexander Kaempfe, ISBN 3-518-01693-8 ISBN 978-3-518-01693-0. Suhrkamp, Frankfurt am Main, 1980, ISBN 3-518-01693-8.
- Stimmen. Ein Roman aus Moskau. Vladimir Semjonowitsch Makanin, Alexander Kaempfe (Übersetzer) Neuer Malik Verlag, 1983.
- Iwan Tschonkin Thronanwärter: Roman. Wladimir Woinowitsch. Aus dem Russischen von Alexander Kaempfe. Diognens, Zürich 1983, ISBN 3-257-01640-9.
- Der Wunderheiler. Roman über die Krebstherapie; Vladimir Makanin.: Alexander Kaempfe (Übersetzer). Neuer Malik Verlag, 1984.
- Die Kutschervorstadt. Gesammelte Erzählungen. TB Ungekürzte Ausgabe, 1985 von Alexander Kaempfe (Herausgeber, Nachwort), Andrej Platonow (Autor), Agathe Jais (Übersetzer) Ullstein Taschenbuchverlag, 1985, ISBN 3-548-20507-0.
- Heimat und Fremde. Twardowskij, Alexander, Kaempfe, Alexander Langen – Mueller Verlag, 1985, ISBN 3-7844-1487-7.
- Zwei Freunde. Roman. Wladimir Woinowitsch. Nachwort Alexander Kaempfe. Ullstein, 1985, ISBN 3-548-20554-2.
- Rasputin, Valentin: Abschied von Matjora : Roman. Aus d. Russ. von Alexander Kaempfe; Rowohlt, Reinbek bei Hamburg, 1985.
- Menschenbilder. Erzählungen 2 Vladimir Makanin; Alexander Kaempfe, Malik Verlag, 1987, ISBN 3-89029-021-3.
- Gedichte: Brodsky, Joseph deutsch von Heinrich Ost und Alexander Kaempfe; Fischer Taschenbuch Verlag, Frankfurt/M. 1987, ISBN 3-596-29232-8.
- Die denkwürdigen Abenteuer des Soldaten Iwan Tschonkin, Roman. WOINOWITSCH, WLADIMIR und Alexander Kaempfe, diogenes detebe 20628.
- Die Rolle. Roman. Bitow, Andrej and Kaempfe, Alexander 1990, ISBN 3-596-29578-5.
- Literatur und Karneval. Zur Romantheorie und Lachkultur. Michail . M. Bachtin. Aus dem Russischen mit einem Nachwort von Alexander Kaempfe. Frankfurt/M. 1996.
- Haltestelle in der Wüste: - Gedichte. Joseph Brodsky. Russisch und deutsch. Aus dem Russischen von Ralph Dutli, Felix Philipp Ingold, Alexander Kaempfe, Sylvia List, Heinrich Ost, Birgit Veit. Herausgegeben von Ilma Rakusa. Suhrkamp, 1997, ISBN 978-3-518-22266-9.
- Brief in die Oase: Hundert Gedichte. Brodsky, Joseph; Übertragen von Ralph Dutli, Felix Ingold, Alexander Kaempfe, Heinrich Ost, Sylvia List, Raoul Schrott und Birgit Veit. Herausgegeben und mit einem Nachwort von Ralph Dutli: Carl Hanser Verlag, München 2006, ISBN 978-3-446-20733-2.